# Not With Me
Not With Me är en singel av Wiktoria, som det tredje bidraget i den första deltävlingen i Melodifestivalen 2019, där hon tog sig direkt till final. Låten är skriven av Linnea Deb, Joy Deb och Wiktoria Johansson. På grund av ett tekniskt misstag publicerades hennes låt på Spotify redan den 4 februari 2019, efter att misstaget uppmärksammades tog man bort låten. SVT lät henne framföra sitt bidrag ändå. Under hennes framträdande på scenen i Melodifestivalen regnar det ner 200 liter vatten  på henne under framträdandet. Vattnet gjorde så hon måste ha en mikrofon med sladd och kan inte använda en trådlös mikrofon. Det var tredje gången hon tävlade i Melodifestivalen.